# Epitrix fasciata
Epitrix fasciata är en skalbaggsart som beskrevs av Willis Blatchley 1918. Epitrix fasciata ingår i släktet Epitrix och familjen bladbaggar. Inga underarter finns listade i Catalogue of Life.